# دهستان امجز
دهستان امجز نام دهستانی در بخش مرکزی شهرستان عنبرآباد، استان کرمان در ایران است. براساس سرشماری مرکز آمار ایران در سال ۱۳۸۵، جمعیت آن ۳۹۷۰ نفر (۸۷۶ خانوار) بوده‌است.